# Национални центар за фотографију
Национални центар за фотографију [Србије] (скраћено  НЦФ) је удружење специјализовано за историју српске фотографије. НЦФ је основан у Музеју савремене уметности у Београду 4. априла 1992. године. Покретач НЦФ-а је др Миодраг Ђорђевић. Оснивачи су десеторо уметника и културних радника (историчара уметности, фотографа, сликара и ликовних критичара) из Београда, Новог Сада, Крагујевца и Приштине. Највиши орган НЦФ је колегијум кога сачињавају сви редовни чланови. Радом НЦФ управља Управни одбор од 5 чланова. Седиште НЦФ је у Београду.

## Оснивачи НЦФ
(наведени према редоследу приступања оснивачкој иницијативи): 
др Миодраг Ђорђевић (1919-1994), идејни покретач, оснивач и редовни члан (од 1992 до 1994); Горан Малић, члан-оснивач НЦФ (1992, кустос од 1992-2001, председник од 2001); Стеван Ристић, члан-оснивач НЦФ (1992, секретар од 1992-2001); Мирко Ловрић, члан-оснивач НЦФ (1992, председник од 1994-2001); инж. Војислав Маринковић (1911-2004), оснивач и редовни члан (од 1992 до 2004); Радмила Антић (1922-1999), оснивач и редовни члан (од 1992 до 1999); Петар Ђуза, члан-оснивач НЦФ (1992); Јован Деспотовић, члан-оснивач НЦФ (1992); Предраг Циле Михаиловић, члан-оснивач НЦФ (1992); Сава Степанов, члан-оснивач НЦФ (1992).

## Циљеви
Центар је основан по принципу добровољног удруживања чланова ради сакупљања, истраживања, чувања фотографија и афирмације фотографске баштине у Србији и другим срединама које су од интереса за српски народ и грађане Србије; организовања документационе службе за прикупљање података о фотографској баштини код Срба; организовања симпозијума, семинара, предавања и летњих школа из области теорије и праксе фотографије; остваривања издавачке делатности из области фотографије.

## Чланство
Приступ у чланство НЦФ је на основу предлога изнутра, што значи да чланови НЦФ сами предлажу нове чланове. Основни услов за чланство је да је потенцијални кандидат активан као теоретичар, историчар или критичар фотографије, и да се његов рад већином одвија у области истраживања и унапређивања српске фотографске баштине. НЦФ је устројен демократски и одлуке се доносе гласањем чланова.

### Нивои чланства
НЦФ има пет нивоа чланова (три радна и два почасна):
- Члан оснивач
- Редован члан
- Члан-сарадник
- Заслужни члан
- Почасни члан

### Састав чланства
Према подацима из августа 2009. године, НЦФ броји 18 чланова (11 редовних од тога 7 чланова оснивача, 3 члана-сарадника, 4 заслужна члана и 4 почасна).

## Симпозијуми и награде
Међу најзначајним активностима у протеклих 15 година су: одржано 8 додела награда НЦФ; 5 симпозијума; покренута истраживања српске фотографије 19. и 20. века; покренута или подстакнута, код других издавача или аутора, издавачка делатност из области историје опште и српске фотографије.

### Награде НЦФ
НЦФ додељује 3 годишње награде:
- Награда НЦФ за животно дело (додељује се од 1997); алтернативно: Повеља НЦФ за посебан допринос српској фотографији (додељује се од 2004);
- Повеља НЦФ за догађај године у српској фотографији (додељује се од 1998);
- Признање НЦФ за иновацију у српској фотографији (додељује се од 2001).